# Женаткино
Женаткино — деревня в Наро-Фоминском районе Московской области, входит в состав сельского поселения Волчёнковское. Численность постоянного населения по Всероссийской переписи 2010 года — 2 человека, в деревне числятся 2 улицы. До 2006 года Женаткино входило в состав Назарьевского сельского округа.
Деревня расположена в юго-западной части района, на безымянном левом притоке реки Исьма, примерно в 8 км к востоку от города Верея, высота центра над уровнем моря 174 м. Ближайшие населённые пункты — Варварино в 1,2 км на запад и Акишево с Василисиным — в 1 км на юг.